# 真臘

真臘
クメール語: ចេនឡា

真臘の位置

真臘（クメール語: ចេនឡា、チャンラ /日本語読み: しんろう）は、クメール人の王国。中国では真臘、ベトナムではChân Lạpとして知られている。

## 歴史
古い中国の記録は現在のラオス南部からカンボジア東部に位置した真臘（王都はシュレシュタプラ、Shreshthapura）を統治した初代王シュルタヴァルマン（Shrutavarman、435年-495年）と二代王シュレシュタヴァルマン（Shreshthavarman、495年-530年）の2人の王に言及している。550年頃は扶南国の従属国であり、その60年ほど後に独立を成し遂げ、最終的には扶南国を占領、人々と文化を吸収していった。このときの扶南国の弱体化はローマ帝国とその後の地中海と中国の間の通商路の崩壊から説明できる。
カンボジアの文化に大きな影響を与えたものは、現在のコンポントムにあたるバーヴァプラ（Bhavapura）を首都とする扶南国で形作られた。遺産は、最も重要な支配者イーシャーナヴァルマン1世（Ishanavarman I）による612年から628年にかけての扶南国の占領完了である。613年、彼はこの新しい国の最初の首都を現在のサンボー・プレイ・クックにあたるイーシャーナプラにした。
681年のジャヤーヴァルマン1世（Jayavarman I）の死後、王国には混乱が起こり、8世紀の初め頃、王国は多くの小王国に崩壊していった。真臘（Shambhupura）の統治者であったプーシュカラクシャ（Pushkaraksha）は彼自身がカンボジャスの王であることを宣言した。
706年頃に真臘は、「陸の真臘」（陸真臘）として知られる北部と、「水の真臘」（水真臘）として知られる南部に分離した。現在ラオスのチャンパーサック県とされる場所が北部の中心となり、メコンデルタと海岸地域は南部の一部になった。中国の年代書には8世紀に真臘が陸真臘と水真臘に分離した(706年 - 802年)としている。この時期プーシュカラクシャの息子シャンブヴァルマン（Shambhuvarman）は8世紀の間、マレーシア人とジャワ人が支配した多くのクメール小王国である水真臘の大部分を支配し、陸真臘はシャンブヴァルマンの兄弟ラージェンドラヴァルマン1世（Rajendravarman I）が支配した。
774年頃からジャワ王国のシャイレーンドラ朝の侵略が始まり、802年頃までその支配下に入っていた。この事件は10世紀の、アッバース朝とインド・中国・東南アジアとの交易の実体を記したアラビア語文献『中国とインドの諸情報－第二の書』にザーバジュのマハーラージュの王国がクマール国を襲撃した事件として記載されている。ザーバジュはシャイレーンドラ、マハーラージュはインド古来の大王の称号マハーラージャ、クマールはクメール国であり、シャイレーンドラがクメール王を殺害してしばらくの間クメール国を属国とした事件を記したものと考えられている。